# Паламарчук, Пётр Георгиевич
Пётр Гео́ргиевич Паламарчу́к (20 декабря 1955 — 14 февраля 1998) — советский и российский писатель, литературовед, историк, юрист, кандидат юридических наук.

## Биография
Родился 20 декабря 1955 года в семье морского офицера, Героя Советского Союза Георгия Михайловича Паламарчука. Дед по материнской линии — дважды Герой Советского Союза, маршал Пётр Кириллович Кошевой, родословная которого восходила к кошевым атаманам Запорожской Сечи.
По воспоминаниям отца: «Вспоминаю, как в 1973 году он еще студентом принял Крещение и стал христианином. Тогда это вызвало у нас, в том числе и у меня, крупного партийного работника, полное непонимание и ужас. Потом он принес к себе домой портрет убитого последнего русского императора и его семьи. Помню, как я сказал ему: „Сейчас же убери ЭТО!..“ Потом были и обыски и угрозы и вызовы в КГБ, но мой сын никогда не сворачивал с однажды выбранного им пути».
В 1978 году окончил МГИМО, затем работал в Институте государства и права Академии наук.
В 1982 году защитил диссертацию на соискание учёной степени кандидата юридических наук по теме «Правовой режим Советского сектора Арктики».
С 1977 года по 1996 работал над четырёхтомником «Сорок сороков», содержащим краткую иллюстрированную историю всех московских храмов.
В СССР в качестве литературоведа и историка дебютировал в 1982 году: в журнале «Литературная учёба» была опубликована его повесть «Един Державин». Он также выступал как публикатор и комментатор русской классики; ему принадлежат литературные исследования творчества Батюшкова, Гоголя, а позднее — Солженицына (1989).
Вследствие христианского инакомыслия ряд его работ не мог увидеть свет в СССР и был напечатан под псевдонимами В. Денисов, В. Д. Носов и др. в заграничных изданиях — журналах «Вестник русского христианского движения», «Вече», «Континент», «Посев», «Русское Возрождение» и в газетах «Русская мысль» (Париж), «Наша страна» (Буэнос-Айрес), «Единение» (Австралия).
В 1990 году подписал «Письмо 74-х».
Скончался 14 февраля 1998 года. Отпевание провёл архимандрит Тихон (Шевкунов) в Сретенском монастыре. Похоронен на Химкинском кладбище (уч. 147).

## Награды
- Лауреат Макариевской премии (1997).

## Отзывы
Немецкий славист и литературный критик, автор «Лексикона русской литературы XX века» Вольфганг Казак считает, что 
Паламарчук принадлежит к писателям-патриотам, его творчество крепко связано с русской историей и православием. <…> Главной задачей Паламарчука всегда остаётся попытка понять современность исходя из прошлого, воспринимать русскую историю не как 70 лет в XX веке, а как по меньшей мере, десятивековой период развития нации.

### Журнальные публикации
- Един Державин // Литературная учёба, 1982. — № 4.
- Выбор истории // Континент. 1983. — № 38, (под псевд. В. Денисов)
- «Высокая комедия»: «Ревизор» и дополнения к «Ревизору» // Литература в школе — 1984. — № 5. — С. 62-64.
- Гоголь и наше время // Дружба народов. — М., 1986. — № 6. — С. 262—263.
- Краденый бог // «Континент». 1986. — № 48-49 (под псевд. В. Денисов)
- Узор «Арабесок» // Осмысление. — М., 1989. — Вып. 2. — С. 29-47.
- Солженицын. Путеводитель // Кубань: альманах, 1989. — № 2-5
  - Солженицын. Путеводитель // Москва: журнал, 1989. — № 9-10.
- О Константине Мочульском и его книге «Духовный путь Гоголя» // Вопросы литературы. — М., 1989. — № 11. — С. 108—110.
- Векопись. Роман // Грани, 1991. — Вып. 161.
- Возвращение // Грани, 1992. — Вып. 166.
- Крестный путь русской армии генерала Врангеля. Из семейного архива Апраскиных-Котляревских // Грани, 1992. — Вып. 165.
- Россия и монастырь // Грани, 1993. — Вып. 169
- Контрол-олт-дел // Грани, 1994. — Вып. 172.

### Книги
- «Ключ» к Гоголю. — Лондон, 1985 (под псевд. В. Д. Носов)
- Един Державин: Повести и рассказы / Худож. А. Цедрик. — М.: Молодая гвардия, 1986. — 208 с. — (Молодые голоса). (Премия за лучшую первую книгу).
- Чисто поле: Тринадцать современных сказаний. — М.: Современник, 1987. — 284 с. — (Новинки «Современника»). — 50 000 экз.
- Два московских сказания : Ист.-лит. очерки. — М.: Молодая гвардия, 1987. — 112 с. — (Б-ка журн. ЦК ВЛКСМ «Молодая гвардия»; № 51(314)). (Содержание: Москва Батюшкова. Тайна «дома с привидениями» на старом Арбате)
- Ядерный экспорт: международно-правовое регулирование / Отв. ред. А. И. Иойрыш; АН СССР, Ин-т государства и права. — М.: Наука, 1988. — 128 с. — (Атомное право). — 1400 экз. — ISBN 5-02-012868-6.
- Сорок сороков. 1-4 т. — Париж, 1988—1990. (1-3 т. под псевдонимом Семен Звонарев, 4 т. с раскрытием псевдонима).
  - Сорок сороков. Краткая иллюстрированная история всех московских храмов. 1-4 т. — М., 1992—1996.
- Ивановская горка: Роман и повесть. — М.: Молодая гвардия, 1989. — 320 с. — (Восхождение). — 50 000 экз. — ISBN 5-235-00526-0. (Содерж.: Ивановская горка: Роман о Московском холме; Архитектор Руказенков: Хожение по Кресту : Повесть)
- Козацкие могилы : Повести, сказания, художественные исследования / Худож. А. В. Александрова. — М.: Современник, 1990. — 464 с. — 50 000 экз. — ISBN 5-270-00833-5.
- Москва или Третий Рим?: Восемнадцать очерков о русской истории и словесности / Рец. М. Попов. — М.: Современник, 1991. — 368 с. — 50 000 экз. — ISBN 5-270-01254-5.
- Александр Солженицын: Путеводитель. — М.: Столица, 1991. — 96 с. — ISBN 5-7055-1425-5.
- Векопись Софийского собора Кременца-на-Славе за тысячу лет, составленная последним его обитателем Разумником Васильевичем Сельнокриновым / Сообщил П. Паламарчук; Худож. А. Енин. — М.: Молодая гвардия, 1992. — 160 с. — ISBN 5-235-01789-7.
- Хроники Смутного времени: Новый Московский летописец. Книга чудес. — М.: Столица, 1993. — 352 с. — ISBN 5-7055-0917-0.
- Крестный путь Русской армии генерала Врангеля : Из семейного архива Апраксиных-Котляревских : Альбом / Сост. и авт. предисл. П. Г. Паламарчук. — Рыбинск: Рыбинское подворье, 1996. — 192 с. — 2000 экз. — ISBN 5-85231-026-5.
- Наследник Российского престола, или… : Сборник. — М.: Regnum; Кинешма: Культур. центр «Меря», 1997. — 408 с. — ISBN 5-87357-002-7. (Содерж.: Романы: Нет. Да; Наследник российского престола; Алфавит и океан: Повесть; Бойкие байки)
- Анафема: История и XX век / Сост. П. Г. Паламарчук. — М. : Изд. Сретенского м-ря, 1998. — 432 с.
- Свиток: Сборник прозы / сост. А. Сыщикова. — М.: Паломникъ, 2000. — 640 с. — 4000 экз. — ISBN 5-87468-096-9.
  - Свиток: Сборник прозы / Сост. А. Н. Доброцветова. — М.: Паломникъ, 2016. — 688 с. — 3000 экз. — ISBN 978-5-7533-1229-7.
  - Свиток: Сборник прозы. — М.: Сретенский монастырь, 2018. — 688 с. — ISBN 978-5-7533-1229-7.
- «Ключ» к Гоголю: Сборник. — СПб.: Астрель-СПб, 2009. — 320 с. — 3000 экз. — ISBN 978-5-9725-1523-3.
- Московские сказания: Рассказы, роман. — М.: Серебряные нити, 2009. — 384 с. — 3000 экз. — ISBN 978-5-89163-081-9. (вкл. рассказы, повести «Алфавит и океан», «Наследник российского престола», «Четвертый Рим»)